# Egon Svensson
Egon Svensson (Malmö, Suecia, 17 de noviembre de 1913-ídem, 15 de marzo de 1975) fue un deportista sueco especialista en lucha grecorromana donde llegó a ser subcampeón olímpico en Berlín 1936.

## Carrera deportiva
En los Juegos Olímpicos de 1936 celebrados en Berlín ganó la medalla de plata en lucha grecorromana estilo peso gallo, tras el húngaro Márton Lõrincz (oro) y por delante del alemán Jakob Brendel (bronce).